# Sací bagr
Pojem sací bagr označuje skupinu několika typů strojů zkonstruovaných pro zemní práce, vodní stavitelství a těžbu stavebních materiálů.

## Plovoucí sací bagr

### Sací bagr s vlastním pohonem

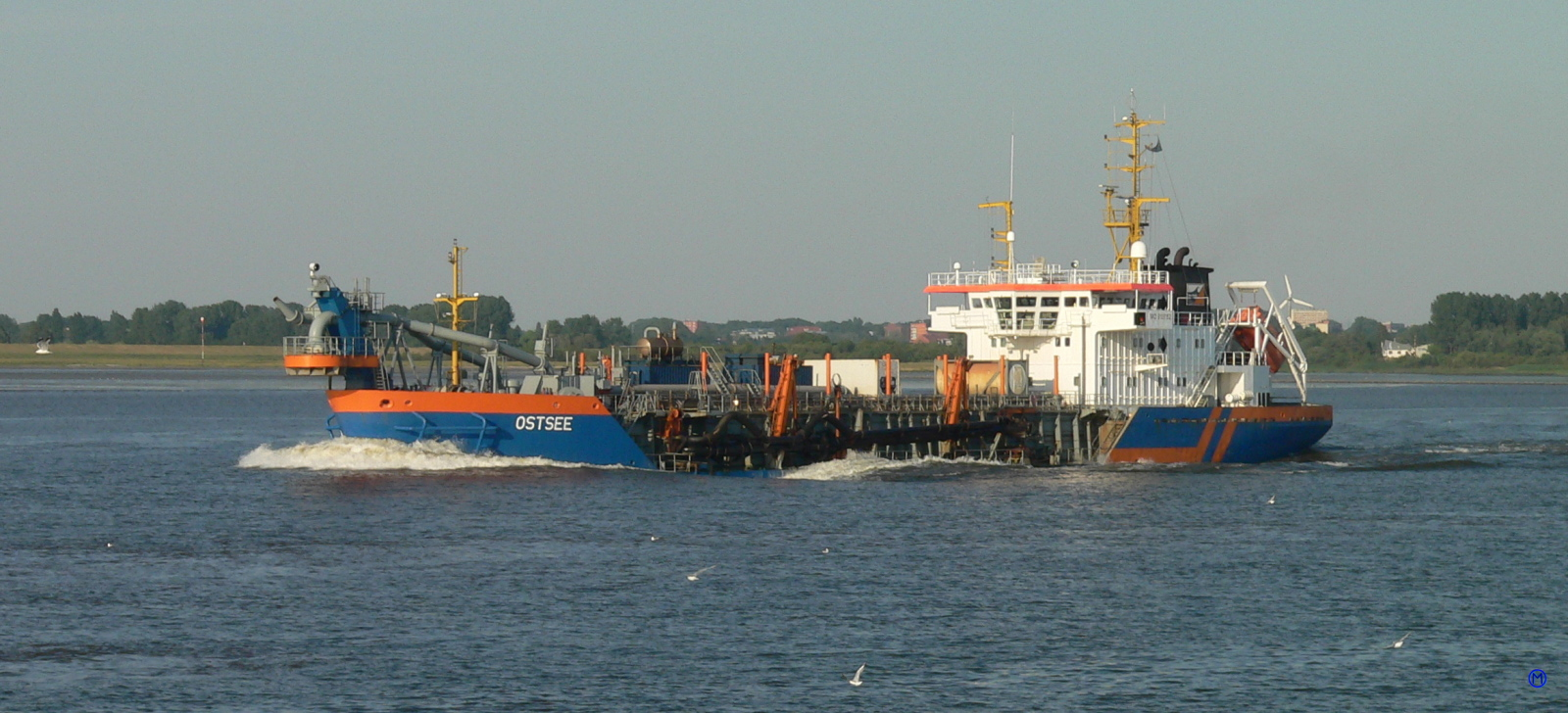
Sací bagr s vlastním pohonem pro úpravu dna vodních toků

Jedná se o plavidlo schopné samostatného pohybu pro nasazení v přístavech, na vodních tocích nebo na moři. Zařízení pomocí frézovací hlavy rozrušuje usazeniny na dně a materiál nasává potrubím na palubu. Voda se z nasátého materiálu odděluje a vypouští zpět. Pevný podíl nasátého materiálu se ukládá do zásobníků na lodi nebo se transportuje na nepříliš vzdálené úložiště.

### Sací bagr bez pohonu

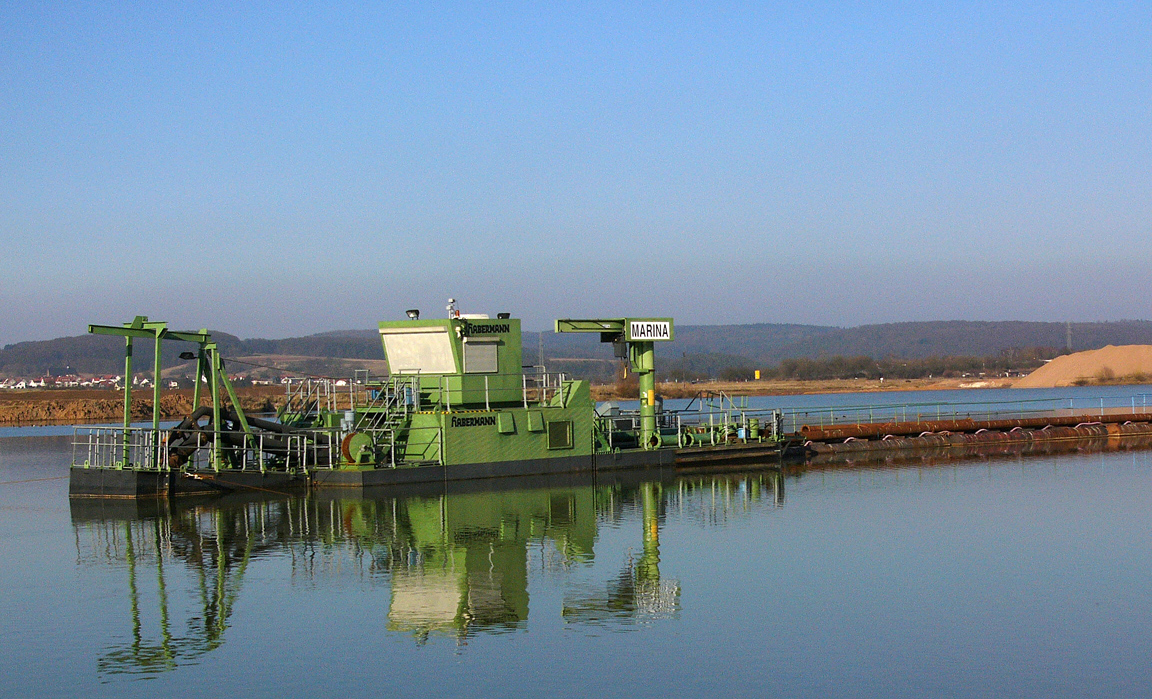
Plovoucí bagr při práci ve štěrkovně

Pro těžbu písku a štěrku ze zaplavených prostor se využívají pontony s namontovaným sacím zařízením. Bagr nasává ze dna těžený materiál, odděluje vodu, která se vrací zpět. Pevná část se pásovým dopravníkem transportuje na břeh, kde se ukládá před dalším využitím.

## Pozemní sací bagr

### Sací bagr komunální

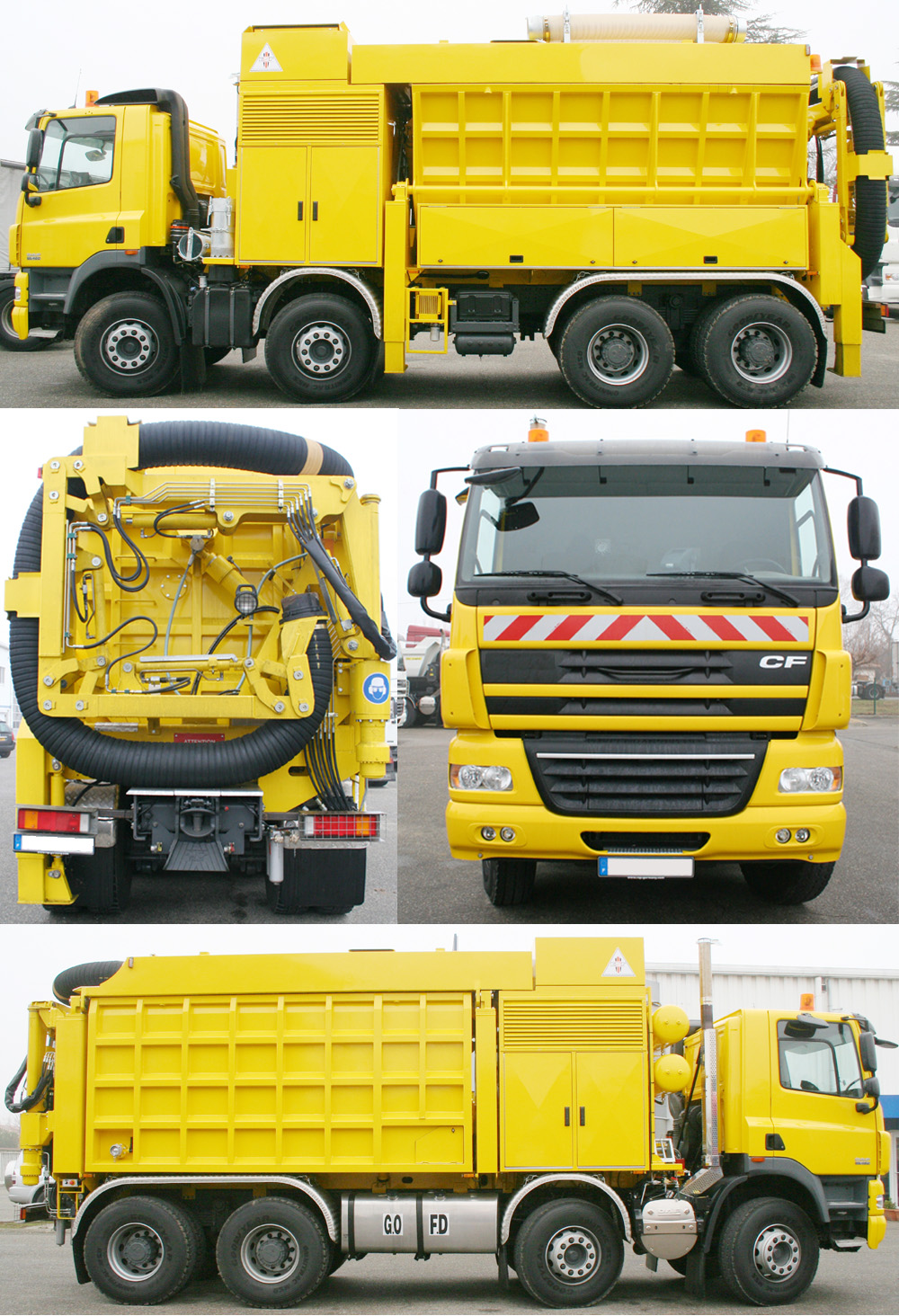
Celkový pohled na komunální sací bagr

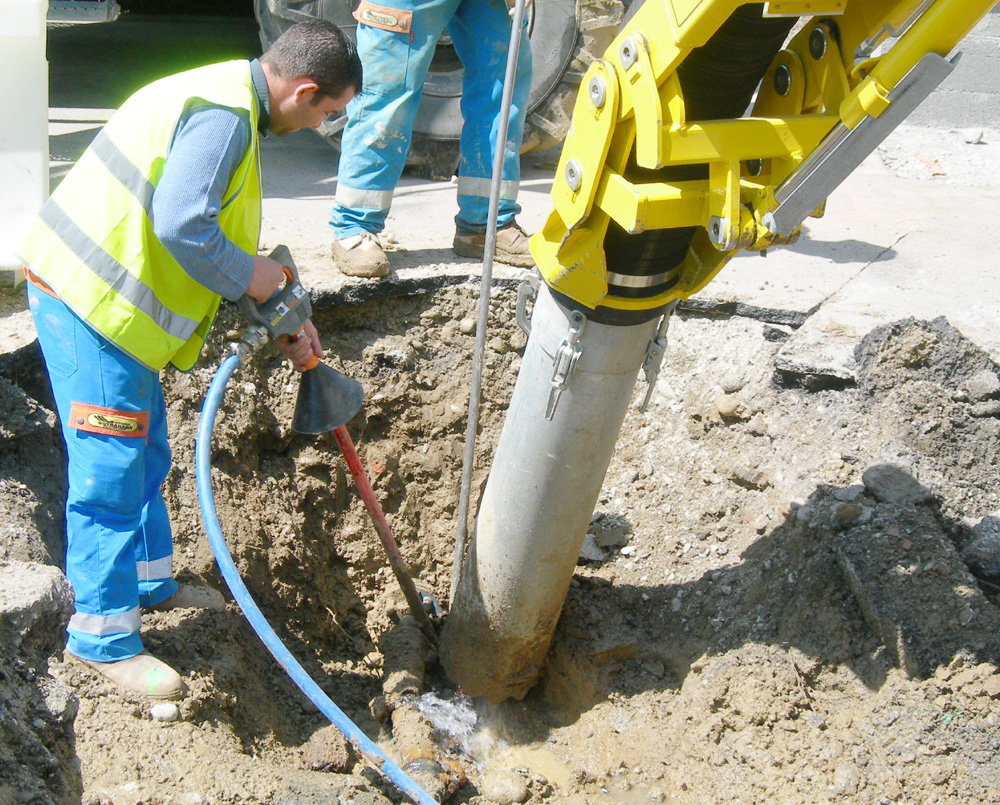
Nasávací hlavice při práci ve výkopu

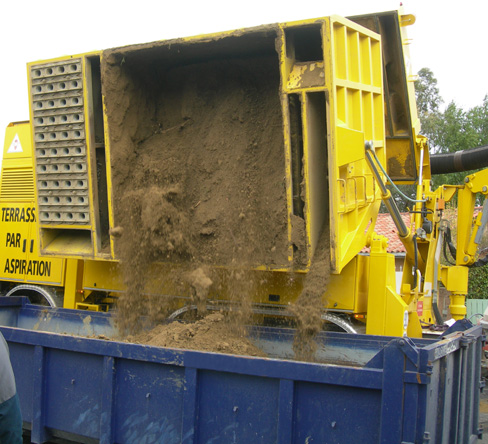
Vysypávání nasátého materiálu do kontejneru

Sací bagr komunální je těžký stavební stroj o hmotnosti mezi 18 a 40 tunami. Funkčně se dá sací bagr přirovnat k předimenzovanému vysavači namontovanému na podvozku nákladního automobilu. Bagr slouží k odsávání materiálů jako je zemina, písek, štěrk, suť, voda nebo bahno. Sací bagry se používají všude tam, kde použití klasických hydraulických bagrů hrozí vznikem velkých škod nebo kde to prostorové podmínky vůbec neumožňují. Oblasti nasazení sacích bagrů jsou při výměně potrubí a armatur, při čištění usazenin v potrubí, obecně při pokládání potrubních a kabelových vedení. Další možnosti jsou při čištění a opravách kolejnic uložených ve štěrkovém loži. Pokud se využije sací bagr uzpůsobený jako dvoucestné vozidlo, lze ho využít i ve stísněných prostorách, kde klasický hydraulický bagr použít nelze (tunely, mosty). Využít lze sací bagr také k odstranění stavební suti při rekonstrukcích budov, odsátí kontaminované půdy při ekologických haváriích nebo k přeložení sypkého nákladu při haváriích kamionů. Velmi účinné je nasazení sacího bagru pro odstranění materiálu při práci strojů pro zemní protlaky nebo zemní vrty.
Sací bagry se vyznačují krátkými časy potřebnými k uvedení do provozu, snadnou přepravou a provozem šetrným k okolnímu prostředí. Dále se sací bagr používá při demolicích (je schopen nasávat suť i cihly) nebo závalech, kdy oprati mechanické odebírání suti, jsou při saní mnohem méně namáhány ostatní konstrukce otřesy a vibracemi.

### Princip fungování
Sací bagr je osazen výkonným ventilátorem, který dokáže vytvořit proud vzduchu o objemu až 32 000 m³/hod a maximální podtlak 40 kPa. Sací potrubí je možné pomocí hydraulicky ovládaného výložníku polohovat ve všech směrech. V prostoru nasávací hlavice je materiál rozrušován proudem vzduchu. Nasávat lze veškeré materiály, jejichž pevné části jsou do velikosti 250 mm. Ve sběrné nádobě se díky zpomalení proudu vzduchu ukládají všechny pevné částice nasávaného materiálu. Průchodem ukládacími komorami se vzduch dále čistí a suší. Hmotnost a uložení hlavní sběrné nádoby zaručuje optimální rozložení nápravového zatížení nákladního automobilu. Poslední zbytky prachu jsou absorbovány v jemných filtrech. Vyčištěný vzduch se přes žaluzie vyfukuje nad vozidlo. Jemné filtry se čistí proudem tlakového vzduchu. Nasátý materiál se vyklápí ze sběrné nádoby do přistaveného velkoobjemového kontejneru. Všechny funkce bagru je možné ovládat pomocí dálkového ovládání připojeného kabelem nebo bezdrátovým dálkovým ovládáním.
Sací bagr je ve svém oboru velmi výkonný a hospodárný stroj. Za stejný čas dokáže přemístit až dvanáctinásobek materiálu proti ruční práci.
Zdrojem proudu vzduchu je často také Rootsovo dmychadlo, které umí dosáhnout a udržet pracovní podtlak až 93% vakua, tj. cca 7 kPa při objemových výkonech kolem 10 000 m³ vzduchu / hod. Tato zařízení umožní sacím bagrům dopravovat materiál z větších vzdáleností i převýšení. Efektivní dopravní vzdálenosti se mohou pohybovat ve stovkách metrů a převýšení v desítkách metrů (vyzkoušeno je 50 m). Některé z těchto sacích bagrů mají i funkci opačnou tedy foukání. Ta se využívá především pro pneumatickou dopravu sypkých materiálů do výšek či velkých vzdáleností se špatnou přístupností.